# Радичевич, Йованка
Йованка Радичевич (черног. Јованка Радичевић / Jovanka Radičević; род. 23 октября 1986 года, Титоград) — черногорская гандболистка, правый крайний. Серебряный призёр Олимпийских игр 2012 года, чемпионка Европы 2012 года в составе сборной Черногории.

## Карьера

### Клубная
Воспитанница школы клуба «Будучност», семикратная чемпионка Черногории и обладательница Кубка Черногории, дважды обладательница Кубка обладателей кубков в 2006 и 2010 годах. С лета 2011 года выступала за «Дьёр ЭТО», в составе венгерской команды дошла до финала Лиги чемпионов, где уступила своему бывшему клубу. С 2013 года игрок «Вардара», чемпионка и обладательница Кубка Македонии 2014, 2015 и 2016 годов.

### В сборной
Сыграла более 150 игр и забила более 800 мячей в матчах за сборные Сербии и Черногории и независимой Черногории. Серебряный призёр летних Олимпийских игр 2012 года в Лондоне, победительница чемпионата Европы 2012 года в Сербии, член символической сборной европейского первенства.